# Cochranella nola
Cochranella nola (лат.) — вид бесхвостых земноводных рода Cochranella семейства стеклянные лягушки (Centrolenidae), названных так из-за прозрачной кожи на нижней стороне живота, через которую можно видеть внутренние органы животного. Эндемик Боливии, где он встречается в предгорьях Анд в департаменте Санта-Крус. Обитает в субтропических или тропических влажных горных лесах и реках. Видовое название происходит от лат. nola — «маленький колокольчик», что относится к высокому, похожему на колокольчик. зову самца в период размножения.

## Описание

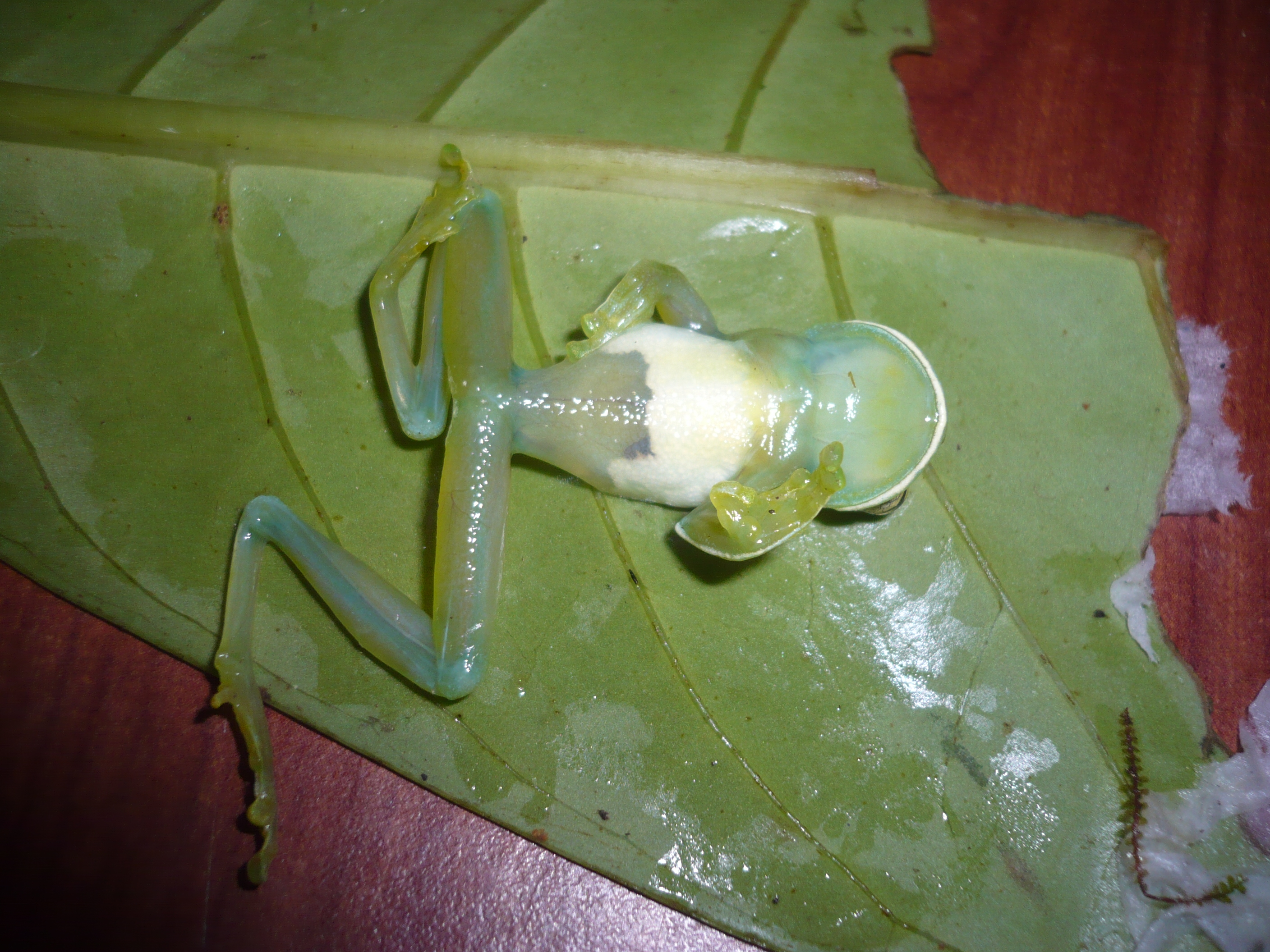
Вентральная сторона C. nola

Cochranella nola — мелкие лягушки, размер самцов ок. 21 мм, самки немного больше — 25 мм. У вида усечённая морда и сошковые зубы, широко расставленные глаза и маленькие нечёткие барабанные перепонки. Дорсальная поверхность и бока мелкие, кисти и стопы гладкие. Конечности тонкие, пальцы с липкими подушечками пальцев; между пальцами III и IV и между пальцами ног имеется обширная перепонка. Спинная поверхность и бока однородного зелёного цвета с мелкими белыми крапинками; брюшная поверхность белая, задняя часть прозрачная, сквозь который виден жёлтый кишечник. Верхняя губа белая, язык зелёный, радужная оболочка белая, с тёмной сеткой и горизонтальным зрачком. Кости тёмно-зелёные.

## Распространение и распространение
Вид был впервые описан в 1996 году в департаменте Санта-Крус в Боливии, где он встречается возле водотоков в сухих, полулиственных горных лесах, влажных горных лесах и низинных тропических лесах, на высотах от 500 до 1750 м. В 2013 году было зарегистрировано первое упоминание о его присутствии в Перу: он был обнаружен в национальном парке Бауаха-Сонене на юго-востоке страны.

## Размножение
В период размножения самцы призывают из мест близких к быстротечным ручьям, либо из камней в русле, либо из листвы на высоте нескольких метров над водой. Хором могут кричать до шести самцов, находящихся на расстоянии нескольких сантиметров друг от друга. Трель представляет собой либо одиночные высокие звуки с нерегулярными интервалами, либо группы из трёх «крип, крип, крип» в быстрой последовательности. Самки кладут яйца на мокрые валуны.

## Охранный статус
В пределах своего ареала в Боливии этот вид является обычным, но ему угрожает загрязнение сельскохозяйственнымми стоками водоёмов, где он размножается. Красная книга МСОП оценивает вие как «видам, близким к уязвимому положению». После обнаружения вида в Перу, возможно, потребуется пересмотреть охранный статус вида.